# Ammobates oraniensis
Ammobates oraniensis är en biart som först beskrevs av Amédée Louis Michel Lepeletier 1841.  Ammobates oraniensis ingår i släktet Ammobates och familjen långtungebin.

## Underarter
Arten delas in i följande underarter:
- A. o. oraniensis
- A. o. melectoides